# Скорость сходимости
Скорость сходимости является основной характеристикой численных методов решения уравнений и оптимизации.

## Понятие скорости сходимости
Пусть {\displaystyle \left\{x_{n}\right\}} — сходящаяся последовательность приближений некоторого алгоритма нахождения корня уравнения или экстремума функции {\displaystyle x^{*}}, тогда:
Говорят, что метод обладает линейной сходимостью, если {\displaystyle \exists \alpha \in (0,\;1):\quad \exists N\in \mathbb {N} ,\;\forall n\geq N\quad ||x_{n}-x^{*}||<\alpha ||x_{n-1}-x^{*}||}.
Говорят, что метод обладает сходимостью степени {\displaystyle \beta }, если {\displaystyle \exists \alpha \in (0,\;1]:\quad \exists N\in \mathbb {N} ,\;\forall n\geq N\quad ||x_{n}-x^{*}||<\alpha ||x_{n-1}-x^{*}||^{\beta }}.
Отметим, что обычно скорость сходимости методов не превышает квадратичной. В редких случаях метод может обладать кубической скоростью сходимости (метод Чебышёва).

## Практическое определение
Пусть {\displaystyle \left\{x_{n}\right\}} — последовательность приближений рассматриваемого алгоритма нахождения корня {\displaystyle x^{*}} некоторого уравнения, тогда скорость сходимости {\displaystyle \beta } определяют из уравнения:
{\displaystyle ||x_{n}-x^{*}||<\alpha ||x_{n-1}-x^{*}||^{\beta }}
Для упрощения его переписывают в виде:
{\displaystyle \log ||x_{n}-x^{*}||<\log \alpha +\beta \log ||x_{n-1}-x^{*}||}
Непосредственно скорость сходимости оценивают по тангенсу угла наклона логарифмического графика зависимости {\displaystyle ||x_{n}-x^{*}||} от {\displaystyle ||x_{n-1}-x^{*}||}.